# Augustina Pietrantoni
Augustina Pietrantoni (Pozzaglia Sabina, 27. ožujka 1864. – Rim, 13. studenoga 1894.), talijanska časna i medicinska sestra i svetica Katoličke Crkve.

## Životopis
Olivija Pietrantoni (poznata u obitelji kao "Livija"), rođena je 27. ožujka 1864. godine u Pozzaglia Sabini, oko 50 kilometara sjeveroistočno od Rima, kao drugo od jedanaestero djece. Kako bi pomogla obitelji u dobi od sedam godina počela je raditi. Nakon što je odbila ponude za brak, s ujakom je otputovala u Rim, s ciljem ulaska u crkveni red. Tamo stupa u školu koju je osnovala sveta Ivana Antida Thouret. Nakon što je primljena u Zajednicu sestara milosrdne ljubavi uzela je ime Augustina. S 22 godine postaje bolničarka i njegovateljica za neizlječive bolesnike. Prvih devet godina služila je u bolnici Svetoga Duha u Rimu.
Krajem 1894. godine u bolnicu je primljen Giuseppe Romeli. Nakon što je bio otpušten iz bolnice, vjerovao je da je za to bila kriva Augustina. 13. studenog 1894. ušao je u bolnicu te nožem napao Augustinu. Umrla je od posljedica sedam ubodnih rana.
Papa Pavao VI. proglasio je Augustinu blaženom 12. studenog 1972., a papa Ivan Pavao II.ju je kanonizirao 18. travnja 1999. Njezin blagdan se obilježava 13. studenog.